# کلوین هریسون جونیور
کلوین هریسون جونیور (به انگلیسی: Kelvin Harrison Jr.) (زاده ۲۳ ژوئیهٔ ۱۹۹۴) بازیگر آمریکایی است.
از کارهای معروف او می‌توان به بازی در فیلم‌های هیولاها و آدم‌ها اشاره کرد.

## فیلم‌شناسی
فهرست برخی از فیلم‌هایی که کلوین هریسون جونیور در آن‌ها به ایفای نقش پرداخته‌است:
- ۱۲ سال بردگی(۲۰۱۳)
- بازی اندر(۲۰۱۳)
- تولد یک ملت(۲۰۱۶)
- گل‌گرفته(۲۰۱۷)
- در شب می‌آید(۲۰۱۷)
- هیولاها و آدم‌ها(۲۰۱۸)
- ملت ترور(۲۰۱۸)
- جی‌تی لروی (۲۰۱۸)
- لوس (۲۰۱۹)
- ساعت گرگ(۲۰۱۹)
- دره کوچک(۲۰۱۹)
- بولدن(۲۰۱۹)
- عکس(۲۰۲۰)
- یادداشت عالی(۲۰۲۰)
- دادگاه شیکاگو هفت(۲۰۲۰)
- سیرانو(۲۰۲۱)
- الویس(۲۰۲۲)